# Xu Lijia
Xu Lijia ( 徐莉佳S; Shanghai, 30 agosto 1987) è una velista cinese.

## Biografia
Ha iniziato la sua carriera velistica all'età di undici anni nella classe Optimist vincendo i Campionati asiatici nel 1999 e i Campionati mondiali nel 2001 e nel 2002. Nel 2003, all'età di quindici anni, è passata alla classe Europa, all'epoca classe olimpica. È però costretta a saltare le Olimpiadi di Atene 2004 poiché le viene diagnosticato un tumore e deve sottoporsi ad un intervento. Nel 2005 passa alla classe Laser Radial in seguito alla decisione dell'ISAF di sostituire la classe Europa con la Laser Radial tra le classi olimpiche. In questa classe, vince i campionati mondiali del 2006 a Los Angeles e i Giochi asiatici del 2006 a Doha. Nel 2008 vince l'argento ai mondiali di Auckland e il bronzo alle Olimpiadi di Pechino 2008. Dopo una lunga pausa dovuta ad un infortunio alla schiena, riprende ad allenarsi nel maggio 2011 e nel maggio 2012 vince l'argento ai mondiali di Boltenhagen. Il 6 agosto vince la medaglia d'oro alle olimpiadi di Londra 2012, ottenendo la vittoria più importante della sua carriera. Anche per la sua storia particolare consistente nell'aver superato molteplici difficoltà tra cui un cancro per diventare campionessa olimpica, viene scelta come portabandiera della Cina alla cerimonia di chiusura delle Olimpiadi di Londra, preferita a molti atleti più conosciuti.